# うなじ

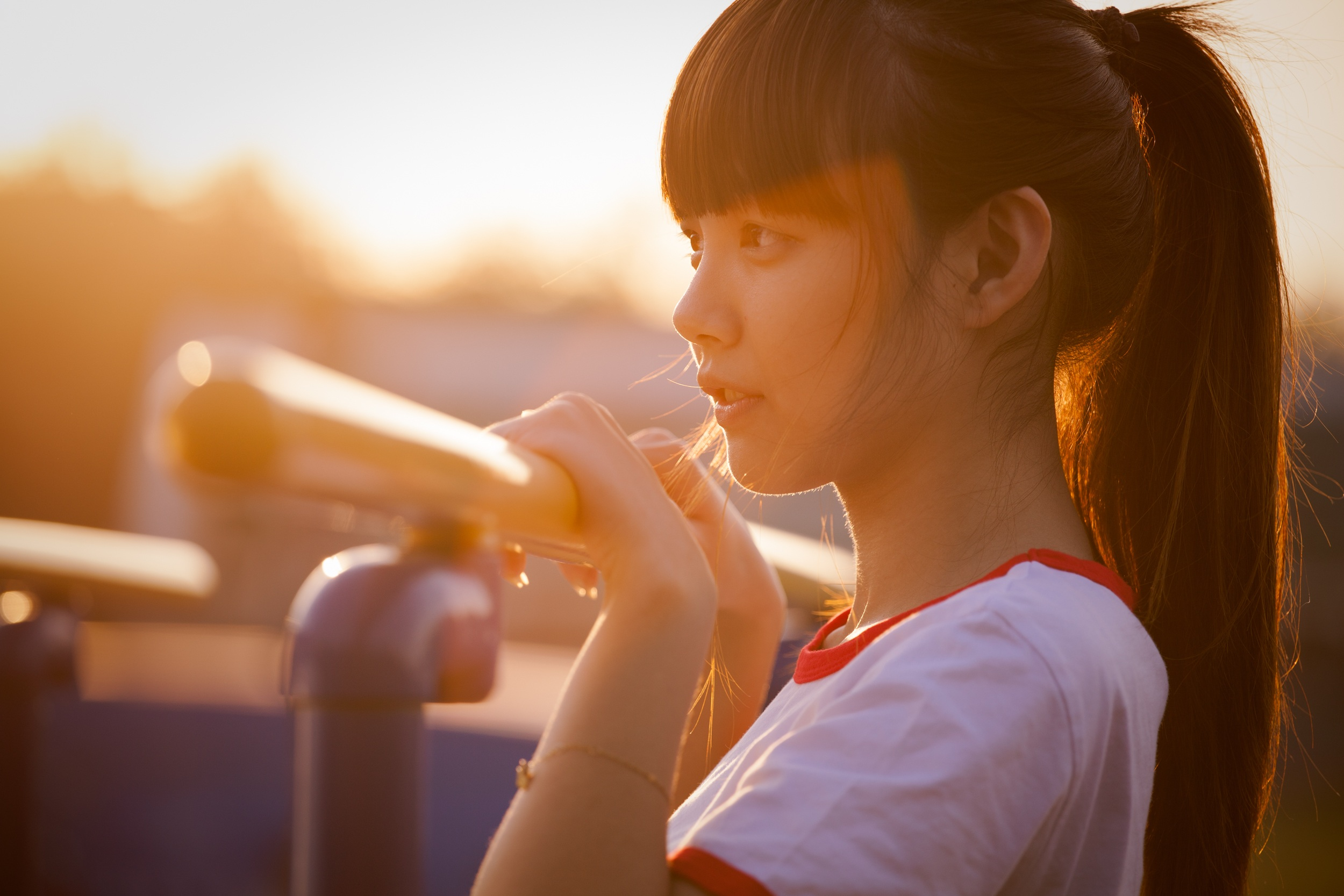
ポニーテールも引詰（引詰髪、引詰頭）の一種。引詰めることで、後れ髪・後れ毛という美醜の要素も新しく生じる。

うなじ（項、脰）とは、首の後ろの部分。解剖学用語で後頸部/後頚部（こうけいぶ。posterior cervical region。頸部/頚部を前後左右で分けたときの後ろの領域）あるいは項部（こうぶ）と呼ばれる身体部位である。
同義語あるいは近似の語として、えりくび（襟首、領頸、領頚）、くびすじ（首筋、頸筋、頚筋）、くびね（首根、頸根）、くびねっこ（首根子、頸根子、首根っ子、頸根っ子）、うなぜ などがある。その他、名称などについては「名称」節で詳説する。
本項は、人の後頸部を主題としながら、人を含む動物の後頸部を解説の範囲とする。

## 名称
うなじ等
「うなじ」は大和言葉であり、養老4年（720年）成立の『日本書紀』や、東大寺文書の天平勝宝3年8月20日条（ユリウス暦換算：751年9月14日付の文）「奴婢見来帳」に、早くもその名が見える。
まず、「うな（項）」というのは、他の語の前に付いて「首」や「首の後ろの部分」の意をもって働く語素であり、「うなずく」「うなかぶす」「うなかみ（項髪）」などの形で用いられる。「うな」の由来は定かではないが、元は「う」のみで「首」を意味していたとも考えられている。「うなじ」の語源については、この「うな」に何が連結するかで説明され、以下の2説がある。
- ［ うな（項）+ しり（後）］の転訛と考えられる[15]。
- ［ うなずく（頷く）＜ うなづく ＜ うな（項）+ つく（突く） ］から転訛を重ねたものと考えられる[16]。

「うなぜ」は中世後期のキリシタン文献などに見られる。［ うな（項）+ せ（背）］の転訛とされる。
古語では、後頸部のことを「たてくび（項、頸）」ともいう。
項
漢字「項」は、「頁」が「かしら（頭）」、「工」が「まっすぐ貫く」の意味であり、頭と背の間をまっすぐに貫いている「首」を表す。
襟足
耳の下から首の後ろにかけて、左右の髪の生え際が下へ延びている所は、「襟足/領脚（えりあし、歴史的仮名遣：ゑりあし）」という。古来日本では左右に長く足のように延びて見えるのを好いとする。その一方で、襟足の“あって然るべき”所が円い場合もあり、これを「坊主襟（ぼうずえり、歴史的仮名遣：ばうずゑり）」と称して嫌う。江戸時代を中心とする女性の風習として、中央の髪を剃って白粉を塗ることで襟足を目立たせることが多かったのは、ここに理由がある。
■右列の画像「芸者の襟足」も参照のこと。
盆の窪
後ろ頭と首が繋がっている所にある窪み（※後頭部と後頸部の結節点にある窪み）は「盆の窪（ぼんのくぼ）」という。
解剖学用語では、「後頸部の穴」を原義とする「項窩（こうか）」が同じ部位を指す。。
解剖学的には、項窩の表皮の直下には延髄があって頸髄/頚髄に続く。すぐ近くに大後頭孔もある。

第七頸椎

また、「隆椎」とも呼ばれる第七頸椎（英: Vertebra prominens、略語：CVII、C7。cf. en　■右に図像あり）は後頸部の領域で最も大きな椎骨で、痩せて骨ばった人が前かがみになるとこの骨の棘突起が際立って見える。
いずれも江戸時代中期成立の『駿河土産』（1720年前後に成立）と『常山紀談』（1739年成立、1770年完成）に所収されている徳川家康の名言に「一手いっての将たる者どもに 味方諸人しょにんのぼんのくぼばかり見居て 合戦抔などに勝つものにてはなし」がある。これは「一方面の将たる者が味方の盆の窪ばかり見ていたのでは合戦で勝てるわけがない」という意味で、大将が兵達の後ろに腰掛けて自分の手は汚さずに口先だけで命令ばかりしているようでは戦に勝てないということを言っている。これは、三方ヶ原の戦いでの武田信玄の戦いぶりに対して家康が発した言葉とされている。

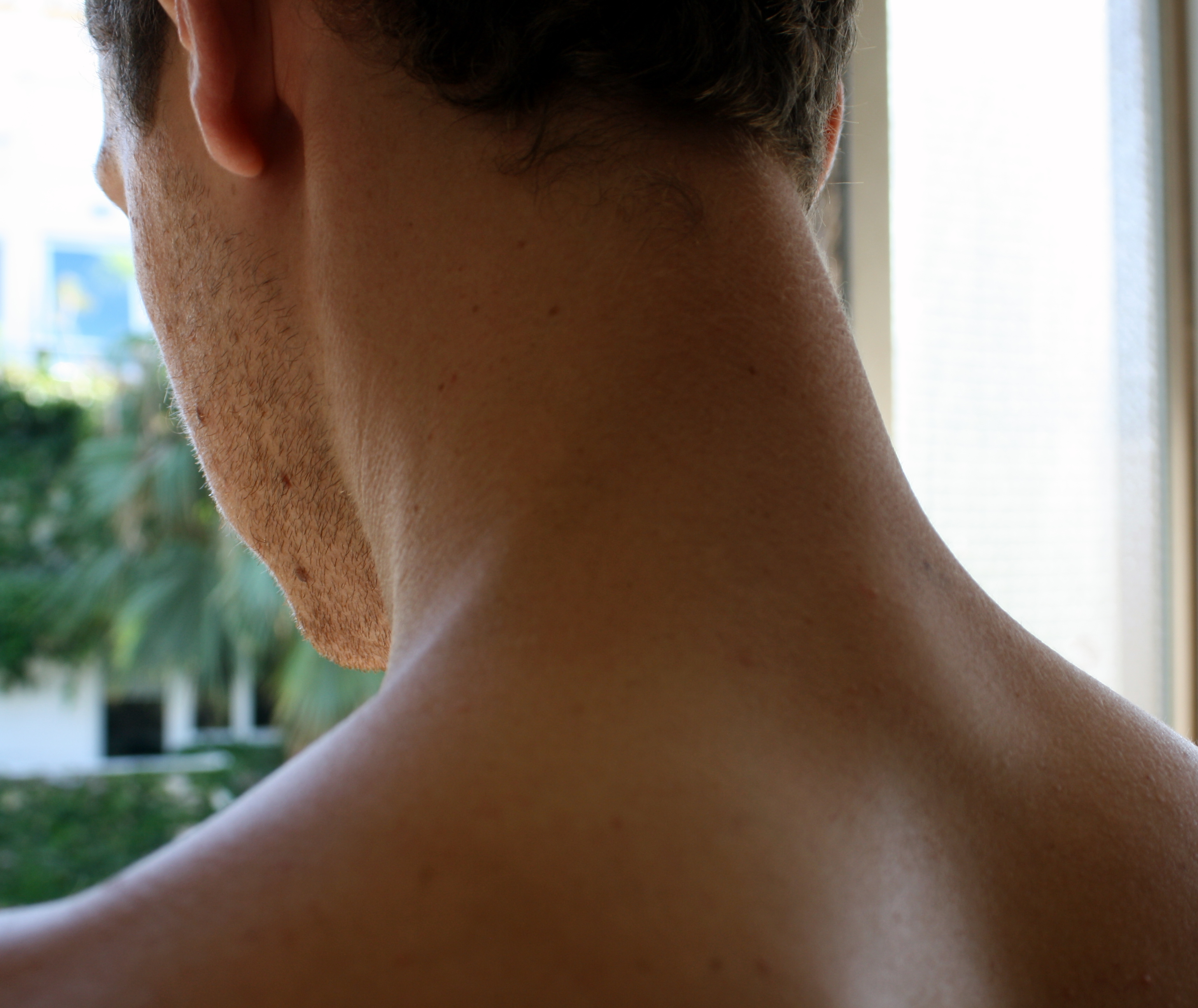
男性の首筋

また、諺「自分の盆の窪は見えず」は、他人の短所や落ち度は分かるが、自分については分からないという譬えである。
nape

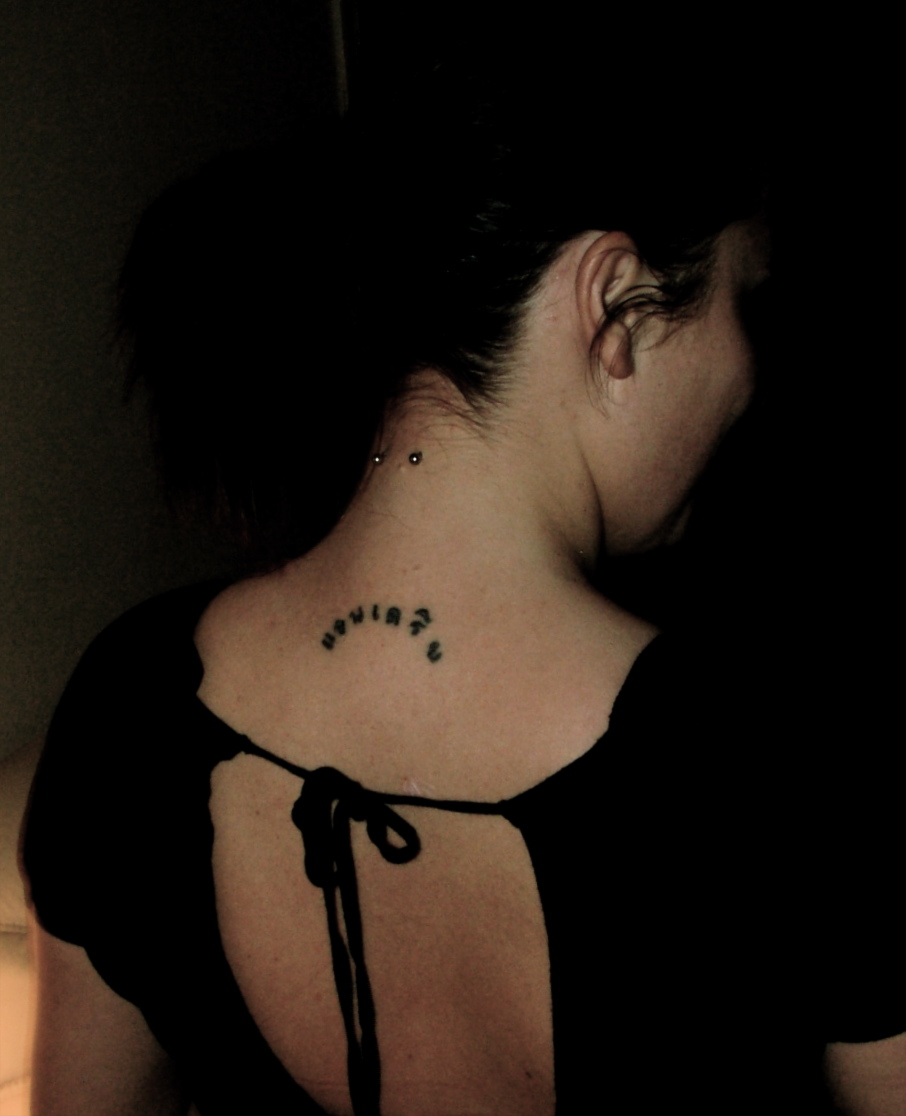
首筋にネイブピアスとタトゥーを入れた女性

「首筋」を英語では "nape" といい、人を含む動物全般に用いる。その日本語音写形「ネイプ」は、うなじに施すボディーピアス "nape piercing（en,commons、日本語音写例：ネイブ ピアシング）" の意で用いられるが、外来語化している（カタカナ語として定着している）とは言い難い。なお、「うなじ」の完全同義語は、英語には無い。
21世紀の欧米では、上述のピアスや極々面積の小さなタトゥーなど小さな身体装飾を、この領域にピンポイントで入れる文化が見られる。
項背
項背（こうはい、歴史的仮名遣：かうはい）は、古代の漢語（古代中国語）と古今の日本語では、後頸部と背中の総称である。ただし、現代中国語では「後ろ姿」を意味する。
『後漢書』巻六一「左雄伝」の一節「項揹相望形容人數眾多 前後相繼不絕」に由来の四字熟語「項背相望（こうはい そうぼう）」は、前後にいる人が後頸部や背中を互いに見る状態を指し、原義は「前後の人が共に振り返る」という意味であるが、ここから転じて、「大勢の人が続いて絶えることがない」ことや「人の行き来が非常に多い」ことを意味し、日本語では「項背相望む（こうはい あいのぞむ）」とも読む。

## 歴史
江戸時代の日本では、和装における着物は日本文化が儒教の影響を受けたことで、女性が、肌の露出を避けて胸や尻を帯飾りで隠し、化粧をする部分は眉とうなじに限定されたことで、うなじや頭髪の生え際、首筋の美しさや長さで色気を強調し、後ろ姿の美しさを競うようになった。20世紀および21世紀における着物の着方としては、ことさらに強調した着方は下品とされ、うなじを強調することは少なくなっている。

## 香水を付ける
香水を付ける際、一般的に拍動のある箇所が良いとされる。首周りでは後頸部と耳の後ろに付けることが推奨されているが、「これらの部位には太い血管が通っているから」と説明されている（※もっとも、総頸動脈を始めとする多くの血管が実際に通っているのは、側頸部〈頸部を前後左右で分けたときの左右の部分〉の前のほうであって後頸部ではない）。香水のアルコール成分の温度が血管を通じて高くなり、揮発しやすくなって香りやすくなるからというのが、第一の理由である。第二には、後頸部や耳の後ろは直射日光も当たらないため、香水の効果が保たれやすいということがある。

## 後れ毛

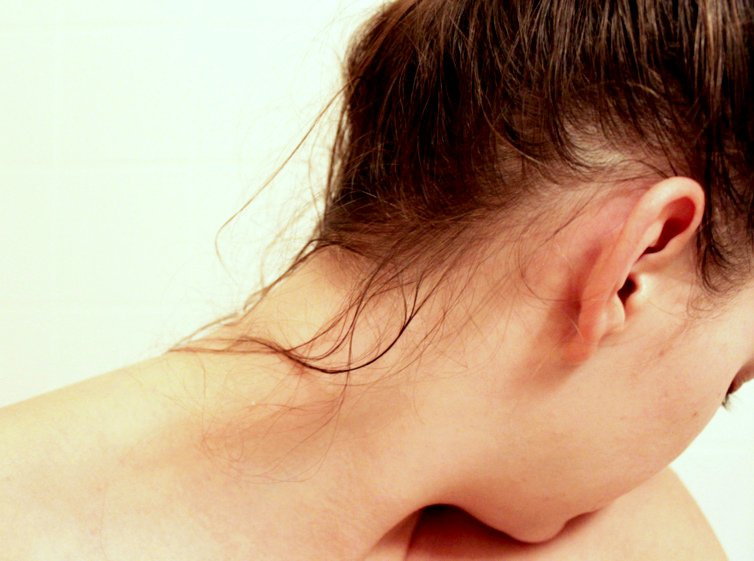
うなじと後れ毛

女性が髪を掻き上げたり結い上げたりしたとき、襟首（襟元）に残って垂れた短い毛を、日本語では「後れて生えた毛」の意で「後れ毛（おくれげ）」という。また、後れ毛と同じように、女性が左右の鬢（びん）や頬のあたりに数本垂らした髪を、「後れ髪（おくれがみ）」「愛敬毛（あいきょうげ、歴史的仮名遣：あいきやうげ）」「遊び毛（あそびげ）」という。これらには、特に定義されない美的センスの判定による美醜が存在する。

## 比喩
人がお辞儀をするような形で咲く花は、花柄（かへい）を「首」や「うなじ」に譬えることがあり、その代表的一つは向日葵（ひまわり）の花である。向日葵の花序は大きく重く成長するが、人間が顔を上げて周囲を見渡すのと同じように陽の当たる方向へ向きを変える習性（正の光屈性〈向日性〉）があり、その花序を付け根で支える茎の部分である花柄は、見るからに人間の首のようである。それを詠んだ俳句も残されている。
- 向日葵の垂れしうなじは祈るかに　──篠原鳳作 『海の旅』

なお、俳句に詠む場合、「項」あるいは「うなじ」と記すのが通例となっている。
- 冬山を仰ぎ通しの項かな　──草間時彦

## うなじと芸術

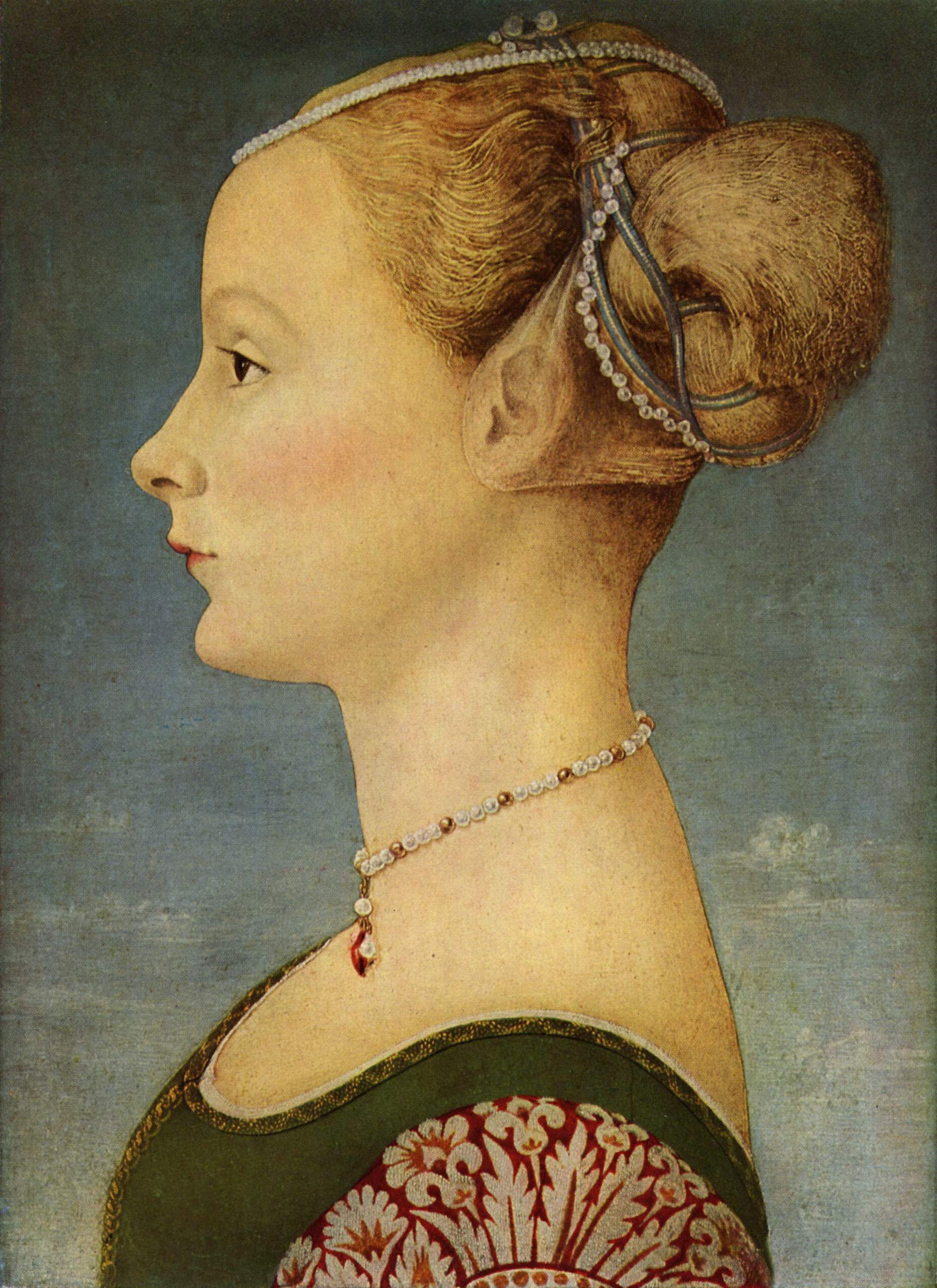
ピエロ・デル・ポッライオーロ 『ある女性の肖像』／1441年頃の作。油彩画。ルネサンス。
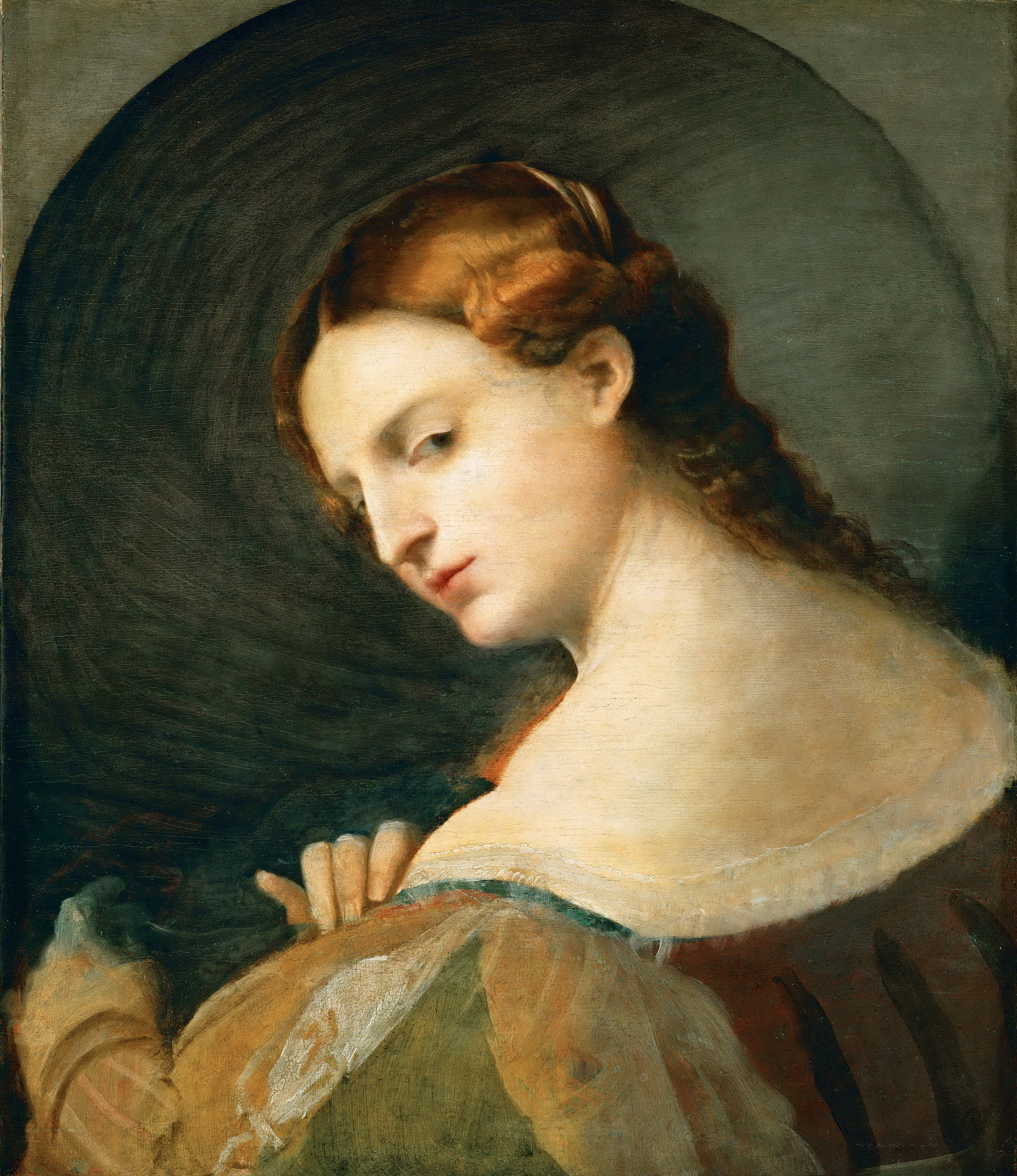
パルマ・イル・ヴェッキオ "Young Woman in Profile " ／1512年頃～1514年頃の間 。油彩画。ヴェネツィア派。
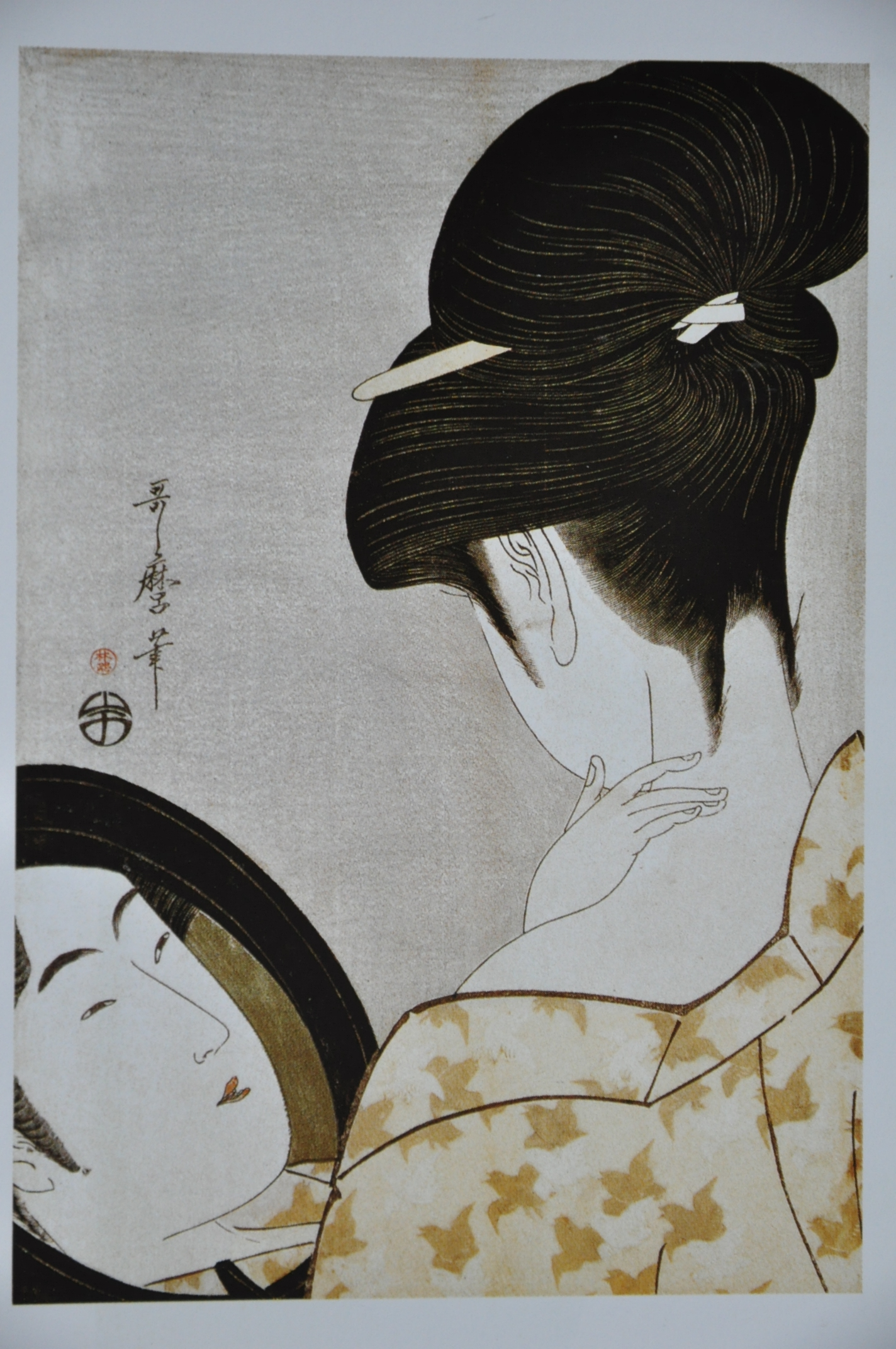
喜多川歌麿 『えり粧い』／寛政7-8年（1795-1796年）刊。錦絵・美人画・大首絵。
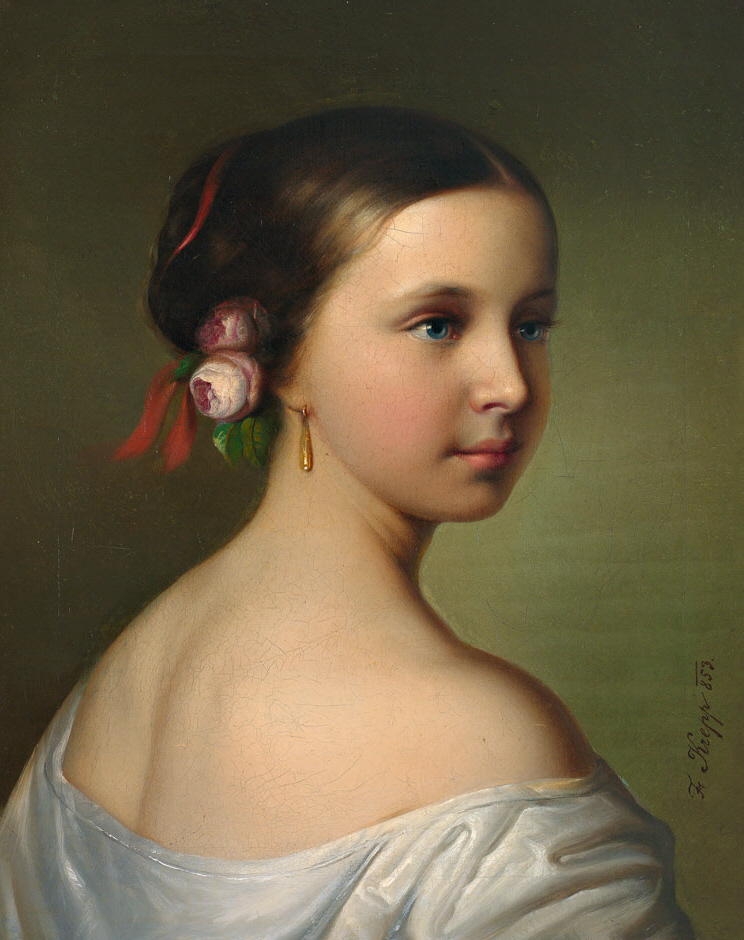
フリードリッヒ・クレープ (Friedrich Krepp) "Portrait of a young woman with roses in her hair " ／1853年。油彩画。
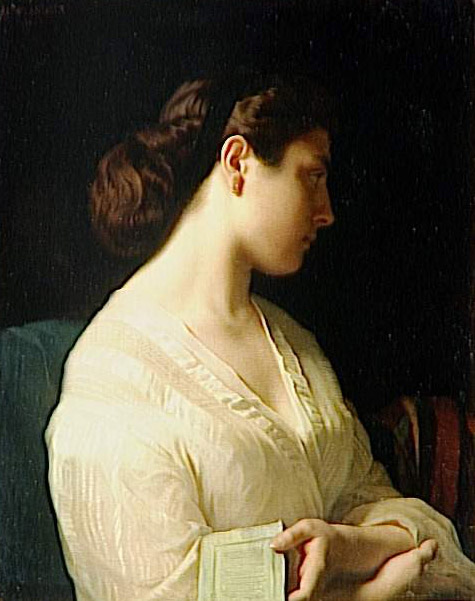
イポリット・フランドラン 『若い娘の肖像─若いギリシア人の娘』／1863年。油彩画。
ダンテ・ゲイブリエル・ロセッティ 『レディ・リリス（英語版）』／1866-68年。油彩画。神話画。ラファエル前派。
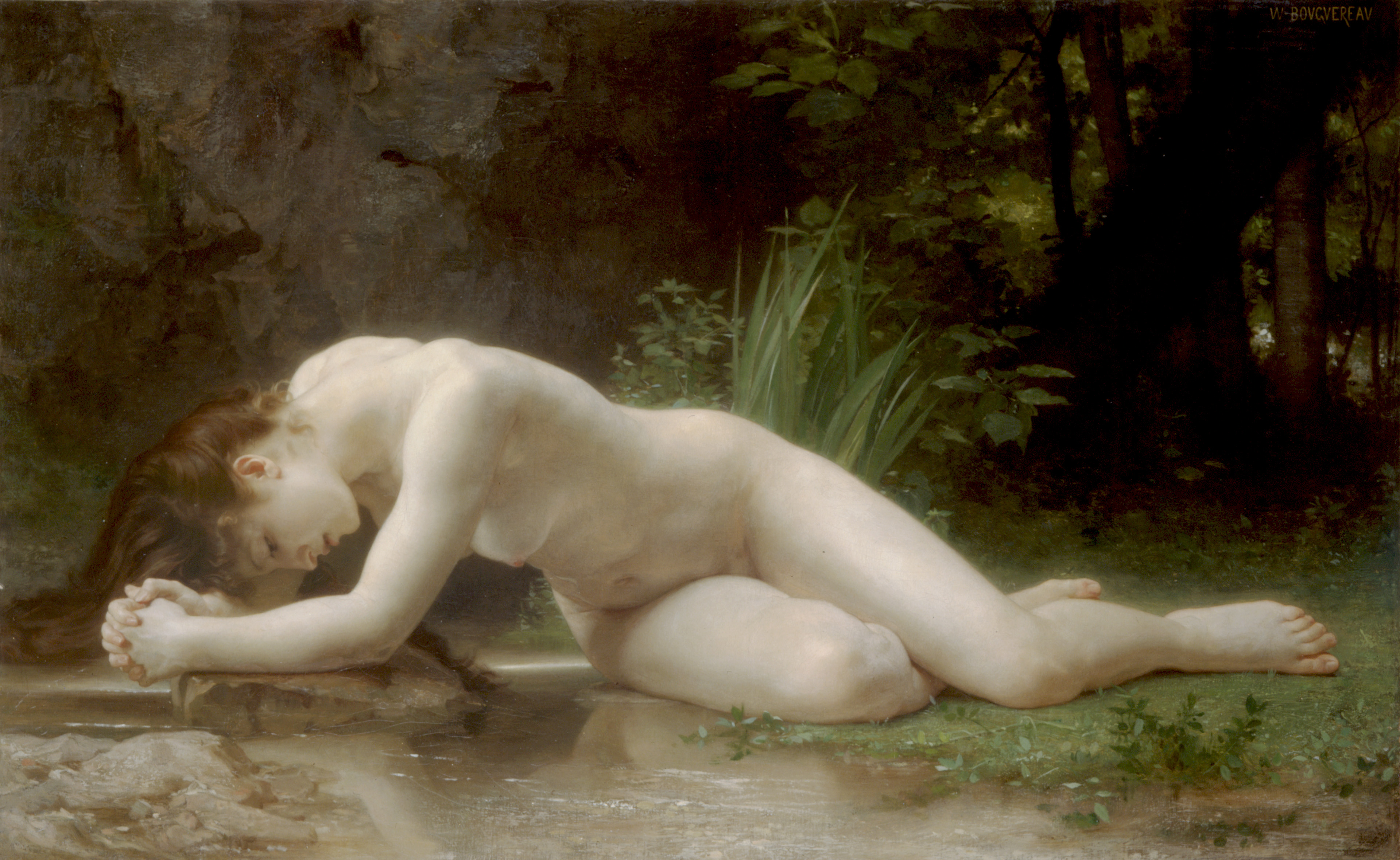
ウィリアム・アドルフ・ブグロー 『ビュブリス』／1884年。油彩画。アカデミック美術。
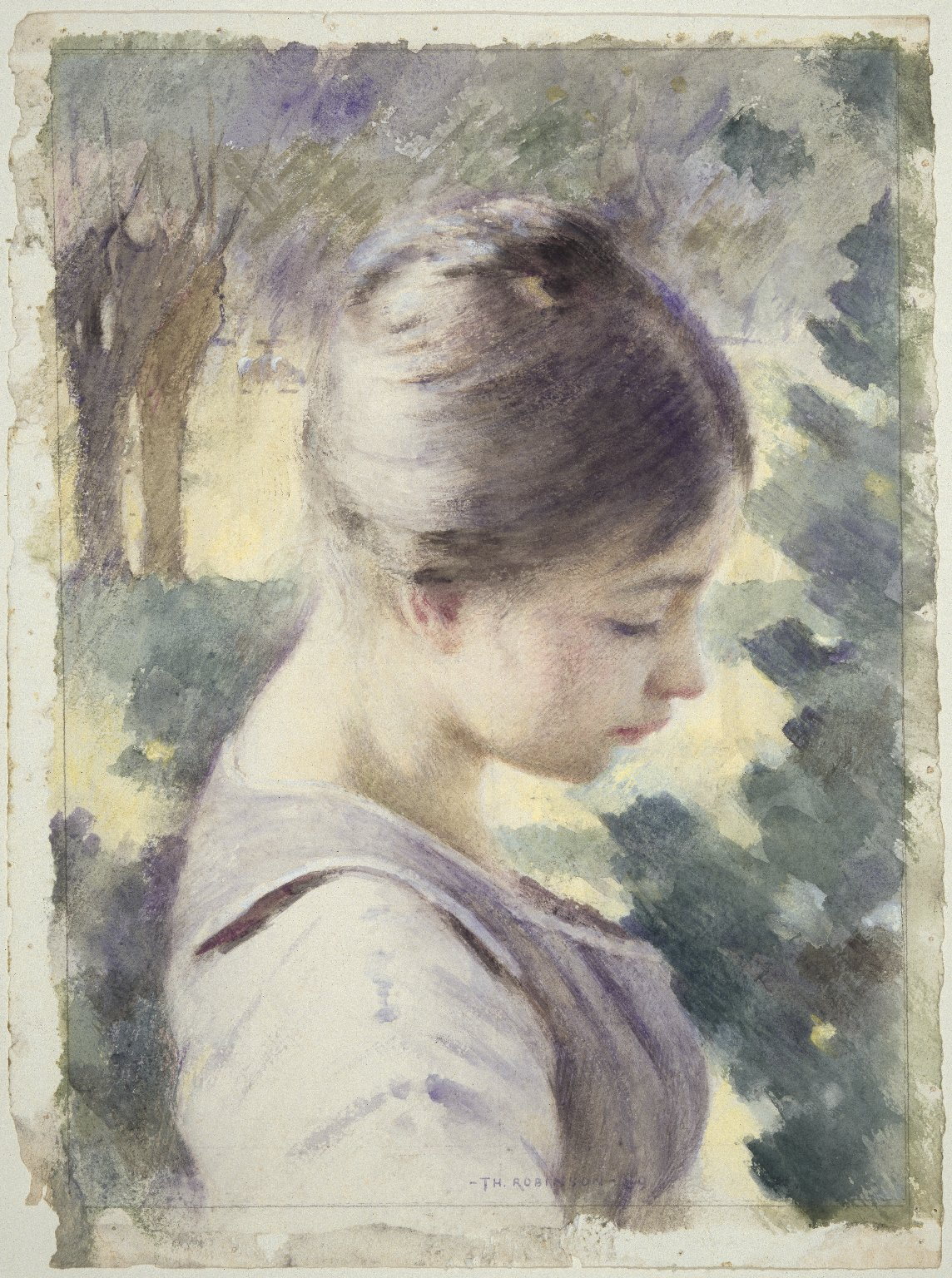
セオドア・ロビンソン "Decorative Head " ／1889年。水彩画。印象派。
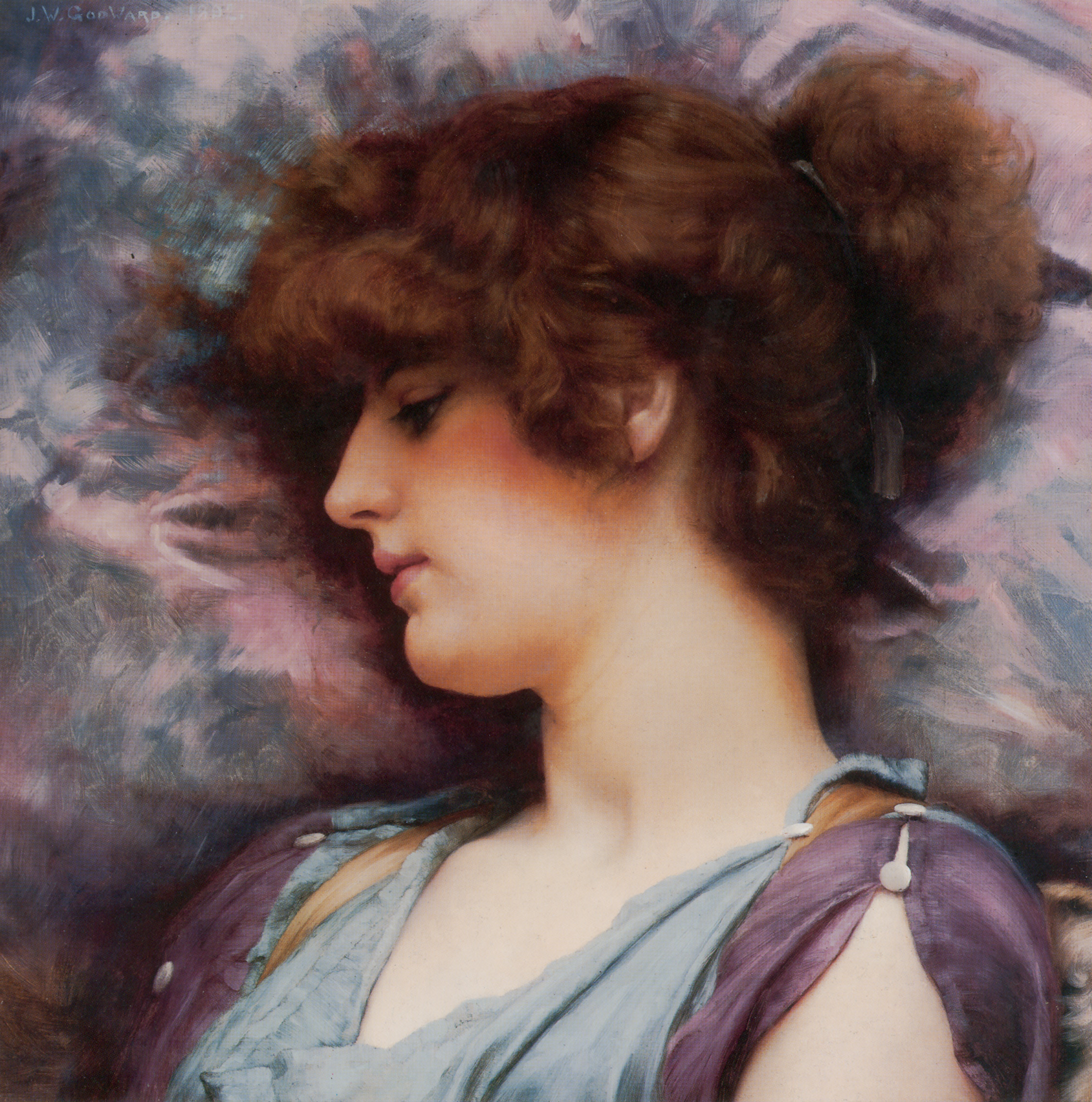
ジョン・ウィリアム・ゴッドワード "Far Away Thoughts " ／1892年。油彩画。新古典主義。
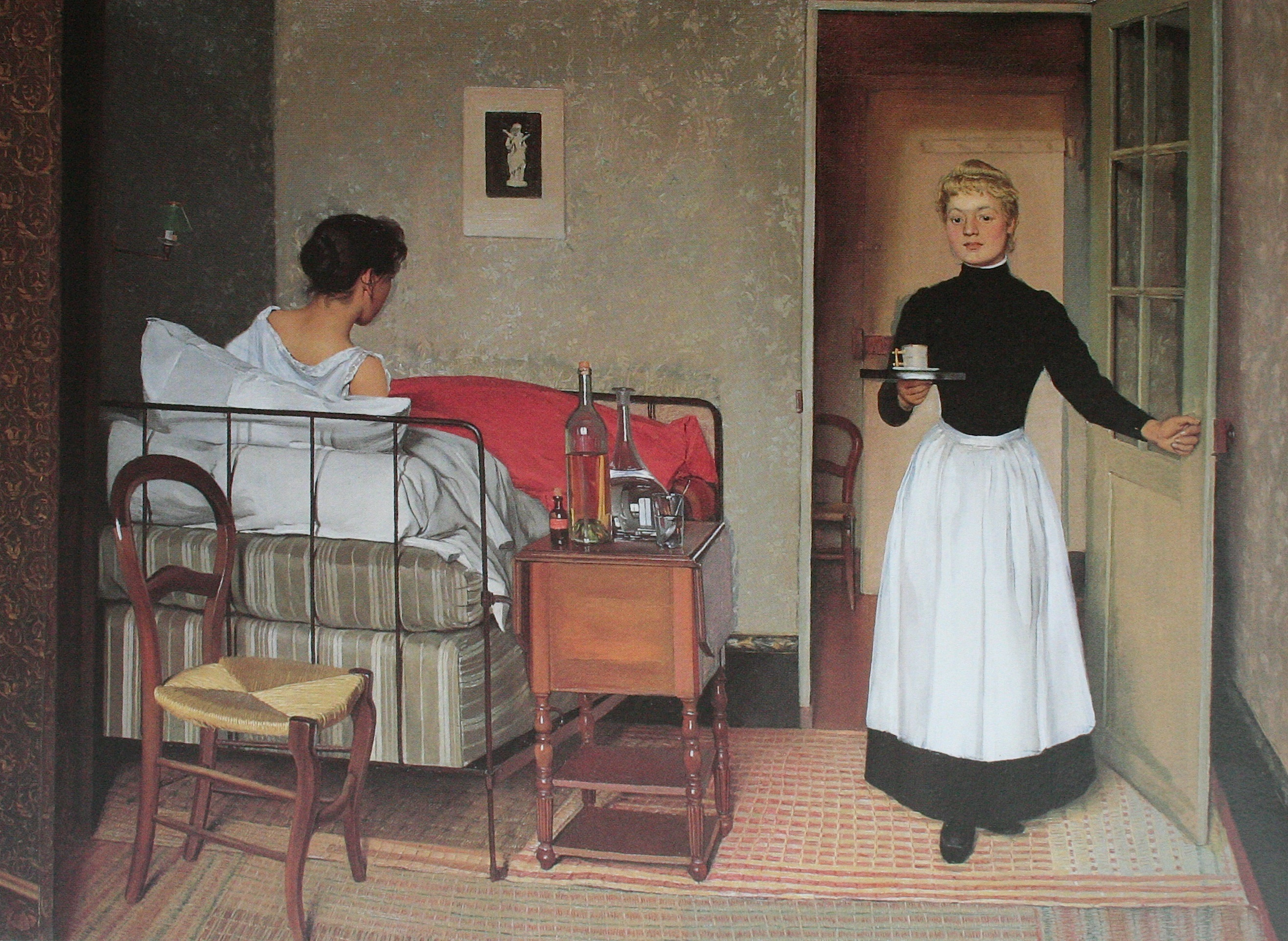
フェリックス・ヴァロットン "The Patient " ／1892年。油彩画。
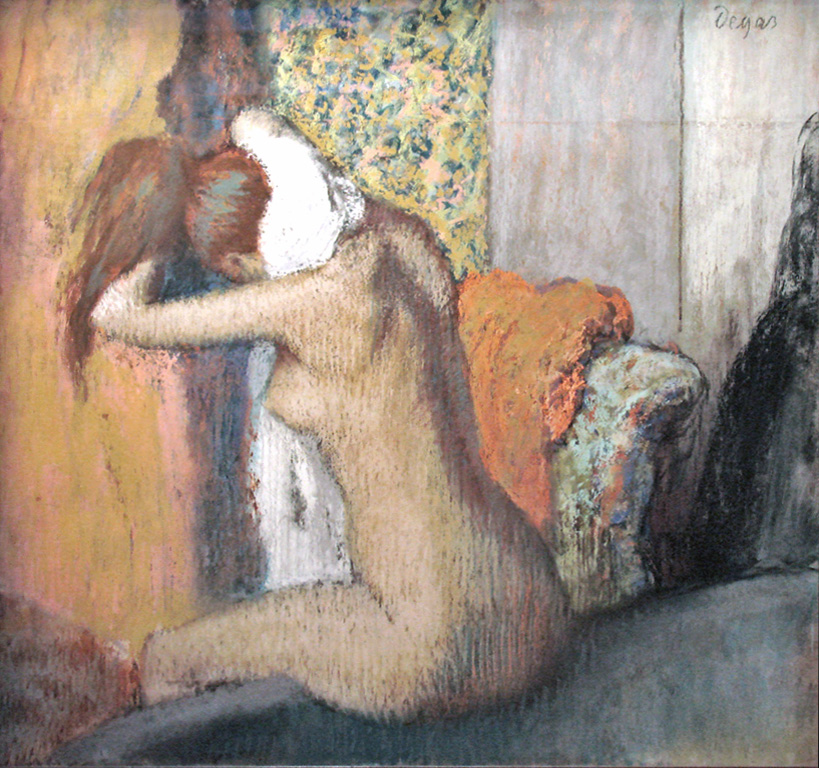
エドガー・ドガ 『浴後、うなじを拭う女』／1898年。パステル画・素描。印象派。
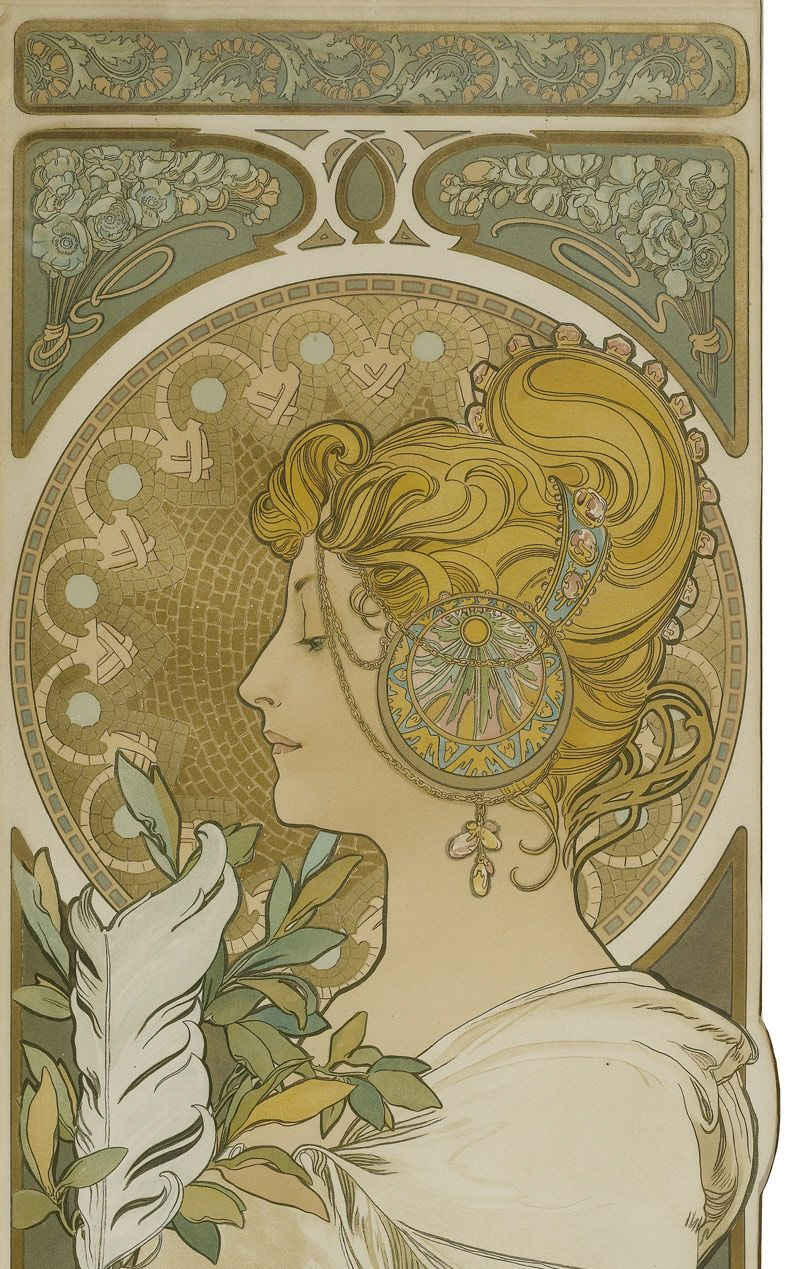
アルフォンス・ミュシャ 『ラ・プリュム』／1899年。リトグラフ。
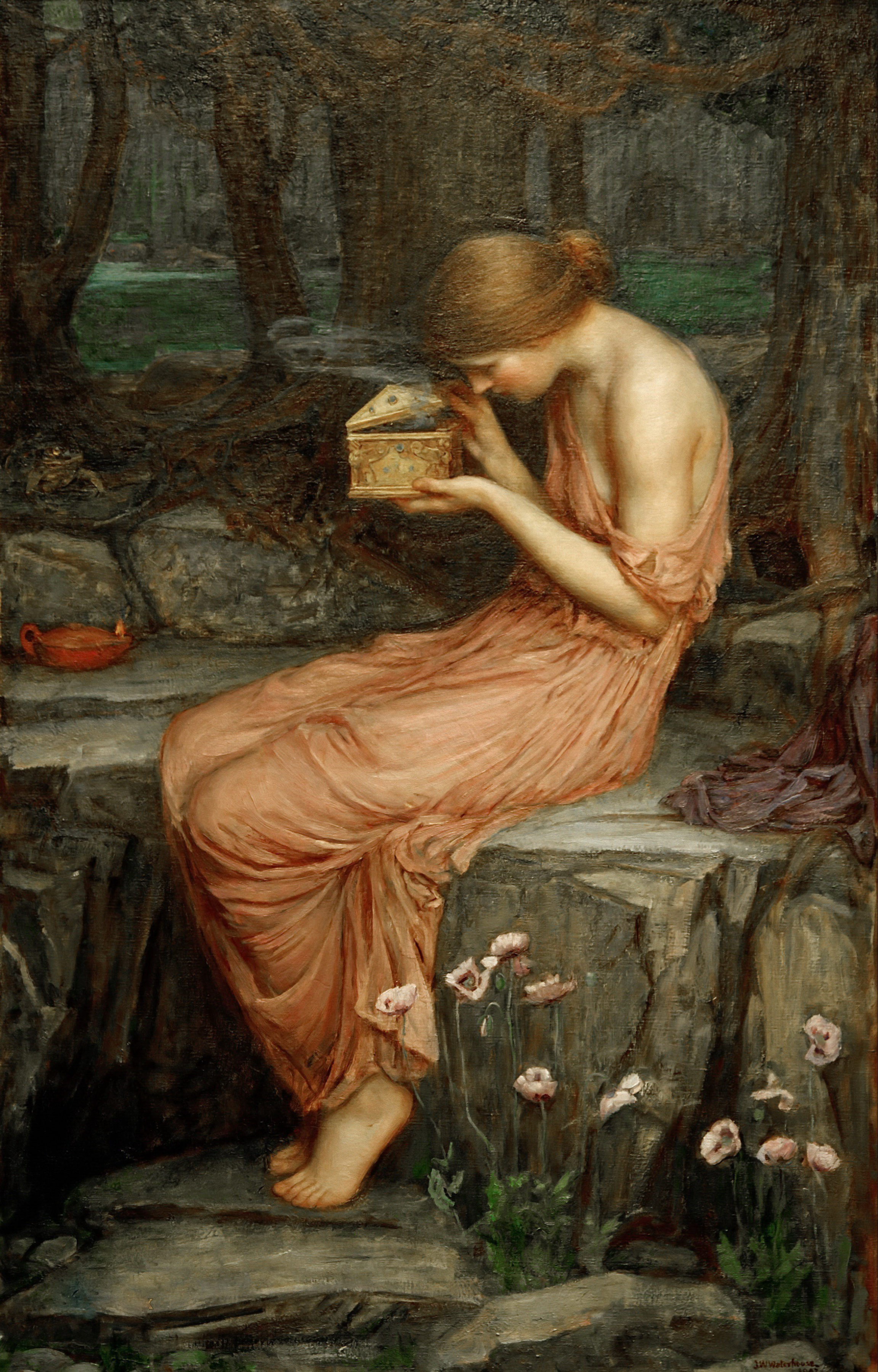
ジョン・ウィリアム・ウォーターハウス "Psyche Opening the Golden Box " ／1904年。油彩画。神話画。ラファエル前派。
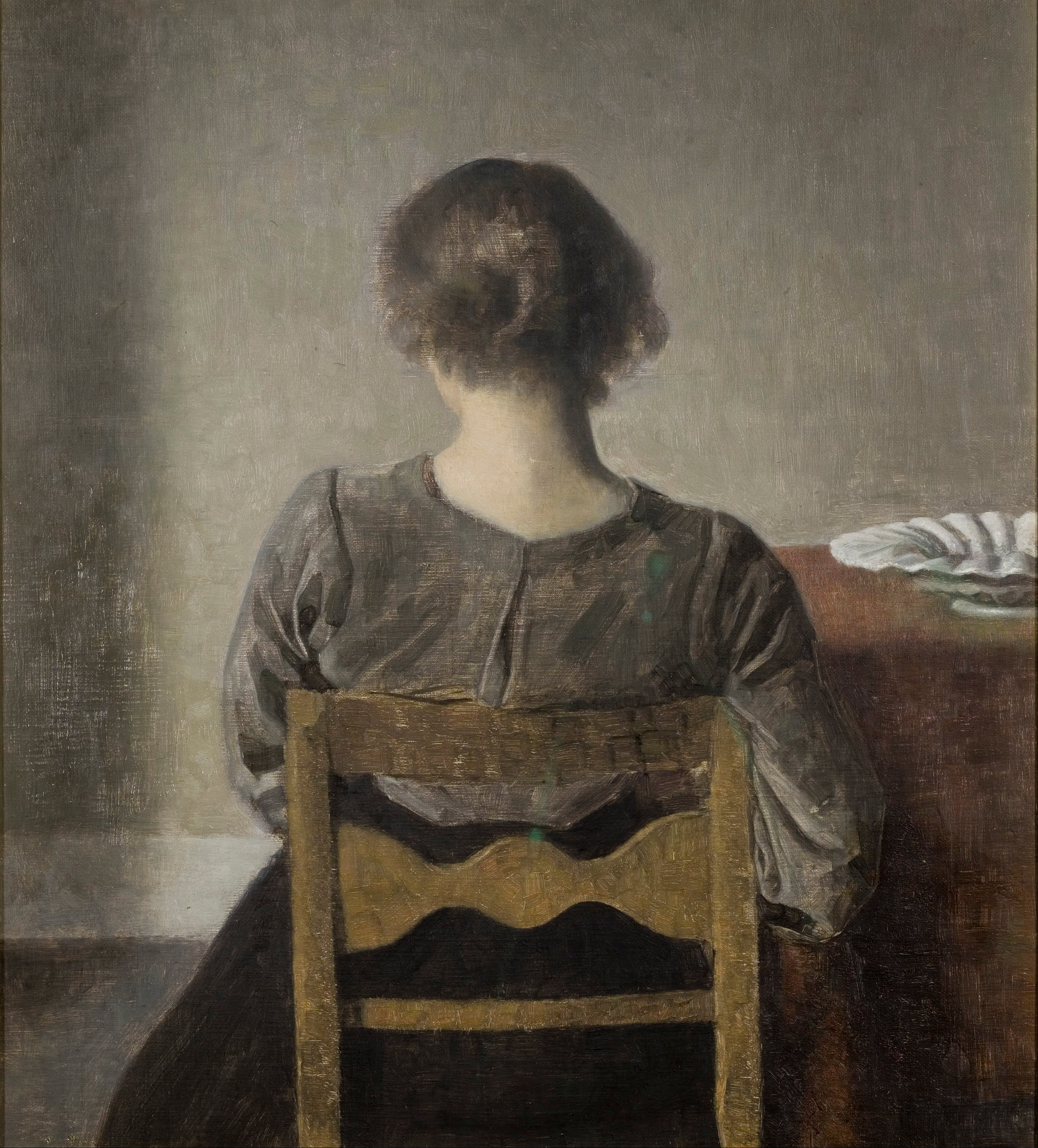
ヴィルヘルム・ハンマースホイ "Rest " ／1905年。人物画。
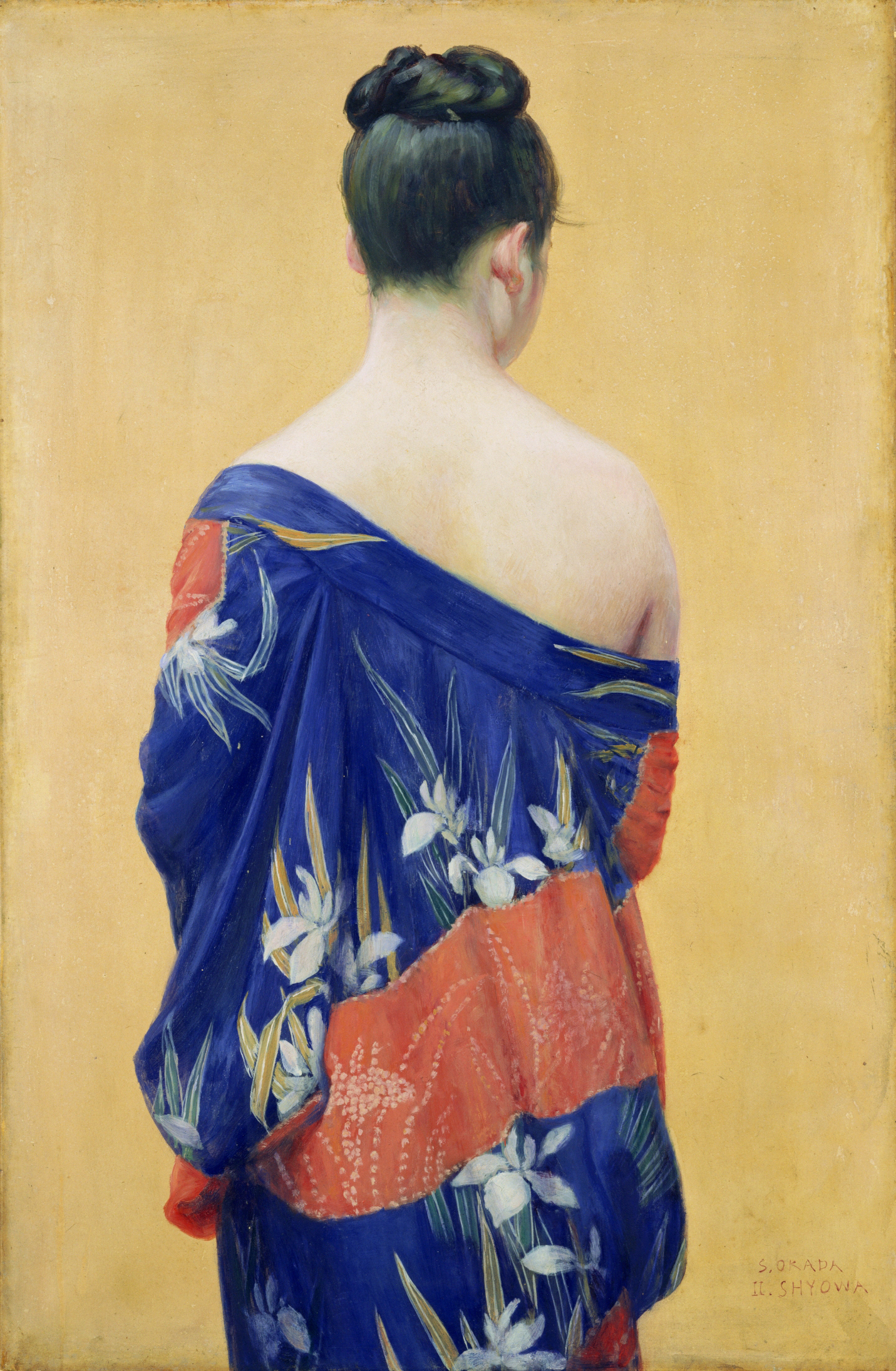
岡田三郎助 『あやめの衣』／1927年。油彩画。
竹久夢二 『水竹居』／1933年。紙本著色。日本画。

## 動物の後頸部

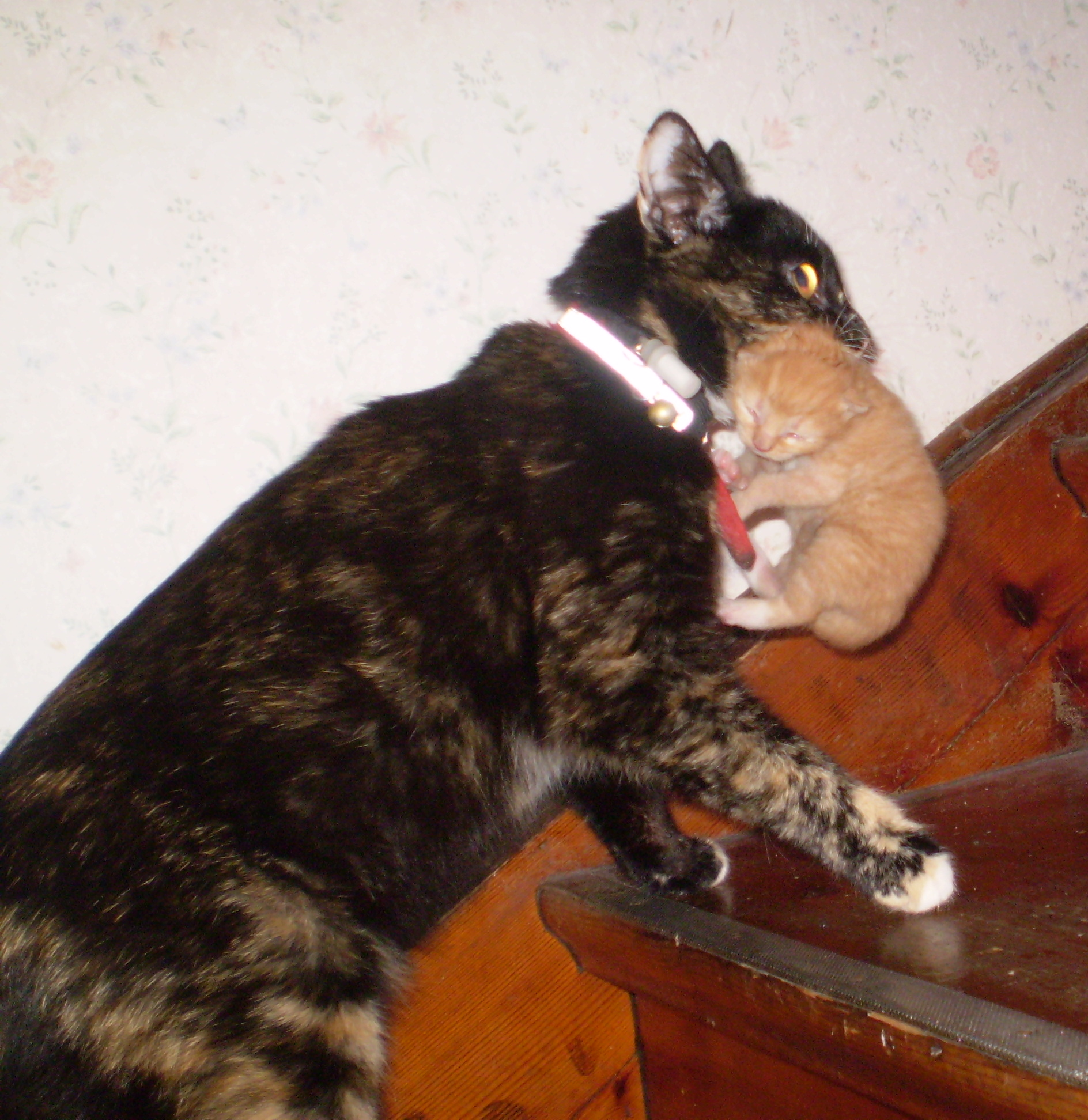
親猫が仔猫の首根っこを咥えて運んでいる。この時、仔猫は PIBI の状態にある。

### PIBI
猫（ねこ）によく見られることであるが、幼獣の後頸部の皮膚を穏やかに圧迫すると、幼獣の動きに部分的の不活性な状態が生じる。これは「クリップノシス（別名：背部不動、輸送不動）」とも呼ばれる「つまみ誘発行動抑制（Pinch-induced behavioral inhibition、頭字語：PIBI；ピビ）」であり、親が子を顎で持ち上げて簡単に運ぶことができるようになる。